# Nachtschicht – Amok!
Nachtschicht – Amok! ist ein deutscher Spielfilm von Lars Becker aus dem Jahr 2003. Es handelt sich um den ersten Film innerhalb der Reihe Nachtschicht. Die Ermittlungsbeamten werden verkörpert von Katharina Böhm, Armin Rohde, Ken Duken und Minh-Khai Phan-Thi. Die Haupt-Gaststars dieser Folge sind Uwe Ochsenknecht, Cosma Shiva Hagen, Gustav Peter Wöhler, Florian Lukas, Ill-Young Kim, Meral Perin, Pierre Semmler, Hans Diehl, Oscar Ortega Sánchez und Ercan Durmaz.

## Handlung
An einem Sommerabend in Hamburg treten die Hauptkommissare Erich Bo Erichsen, Paula Bloom und Kommissar Teddy Schrader vom Kriminaldauerdienst ihre Nachtschicht an. Bloom bekommt es am Telefon mit Rosa Perez, einer jungen Frau aus einer Hochhaussiedlung zu tun, die ankündigt, sich das Leben nehmen zu wollen. Bloom, ausgebildete Psychologin, versucht die Frau hinzuhalten und ihr gleichzeitig Informationen über den Grund ihrer Verzweiflung und ihren Aufenthaltsort zu entlocken. Rosa erzählt der Kommissarin, dass ihr Freund Floyd Kim sie verlassen habe, obwohl sie schwanger von ihm sei. Sie habe zudem eine dreijährige Tochter. Und nun sei auch noch ein Gerichtsvollzieher da und pfände bei ihr. Bloom versucht auf den Mann, dessen Name Blechmann ist,  einzuwirken, er beendet jedoch unbeirrt und stoisch seine Arbeit. Als er bei Rosa fertig ist, führt ihn sein Weg zu deren Nachbar Randy Schlosser.
Inzwischen telefoniert Paula Bloom mit Rosas Freund Floyd Kim, dessen Nummer sie ihm gegeben hat. Zusammen mit ihrem Kollegen Teddy Schrader begibt die Kommissarin sich dann zu der Adresse, bei der der Gerichtsvollzieher laut Ermittlung gerade sein muss. Als das Gespann bei Schlosser klingelt, um mit Blechmann zu reden, bedroht er die Beamten mit einer Pumpgun 12 und nötigt sie, sich ihrer Waffen zu entledigen und schließt sie in Rosas Wohnung ein. Zusammen mit Blechmann, den er als Geisel genommen hat, fährt er zur Neuen Hamburger Bank und verlangt dort, ihm 24.855 € auszuzahlen, das Geld will er Blechmann geben. Die Angestellte meint leicht spöttisch, eine Auszahlung in dieser Größenordnung sei leider schlecht möglich, da Schlossers Konto wegen einer Pfändung durch das Finanzamt bereits gesperrt sei. Auch könne man von einer weiteren Zusammenarbeit nicht so ohne Weiteres ausgehen. 
Zur selben Zeit ist auch Floyd Kim in der Bank, der im Supermarkt Probleme mit seiner EC-Karte hatte, und 100 € braucht. Auch er wird wenig kundenfreundlich abgewiesen. Als der Filialleiter Markus Maier Schlosser dann noch herablassend behandelt, holt dieser sein Gewehr hervor und verlangt zwei Mio. Euro egal von welchem Konto. In diesem Moment betritt die Kommissarin Mimi Hu den Schalterraum und wird von Schlosser ebenso wie Blechmann, die Angestellten, Floyd Kim und zwei weitere Kunden als Geisel genommen. Maier wendet sich an den Kriminaldauerdienst und berichtet von der Geiselnahme und der Forderung Schlossers. Schnell richtet man in der der Bank gegenüberliegenden Pizzeria notdürftig eine Einsatzzentrale ein und trägt dort Informationen zusammen. Für Hauptkommissar Erichsen ist Schlosser kein Unbekannter. Er erläutert, dass dieser 44 Jahre alt sei, Bühnenarbeiter, Roadie, mehrfach vorbestraft wegen kleinerer Delikte. Vor fünf Jahren habe er dann bei einem Open-Air-Konzert die Kasse mitgehen lassen – offiziell 200.000 €, das sei aber ein Mega-Event gewesen, man munkele etwas von einer halben Million. Erichsen konnte ihn zwar überführen, das gestohlene Geld blieb jedoch verschwunden. Schlosser hat fünf Jahre gesessen und ist jetzt seit circa drei Monaten wieder auf freiem Fuß. 
Das LKA schaltet sich ein. Paula Bloom soll die Verhandlungsführung übernehmen. Bloom hat mehrere Entführungen und die Geiselnahme im pakistanischen Konsulat beendet. In Schlossers Wohnung stößt Teddy Schrader auf Sprengstoffspuren, wodurch sich der Verdacht erhärtet, Schlosser könnte Sprengstoff mit sich führen. Derweil verlangt dieser in der Bank, dass jeder der anwesenden neun Geiseln sich vorstelle. Paula Bloom wundert sich zur selben Zeit über die Reaktion ihres Kollegen Erichsen, der nicht will, dass man Schlosser auf die Sache mit dem gestohlenen Geld noch einmal anspricht. Dieser würde nur irgendwelche Namen herumposaunen.
Überraschend meldet sich Randy Schlossers Ex-Frau Irene Novoselic beim Kriminaldauerdienst, Schrader nimmt den Anruf entgegen. Er teilt ihr mit, dass er sie gleich abholen wolle, obwohl sie eigentlich nichts mehr mit ihren Ex-Mann zu tun haben will. Derweil kann Hu Schlosser in der Bank in einem günstigen Moment überwältigen. Überraschend greift jedoch ein unter den Geiseln befindlicher junger Mann ins Geschehen ein, schnappt sich das Gewehr und meint zu Schlosser, er habe nun einen neuen Partner. Die Forderung wird nun auf 2,5 Mio. € erhöht. 
Walter Jülich vom LKA meint zu Paula Bloom, Erichsen könne auf keinen Fall die Verhandlungen übernehmen, wenn bekannt werde, dass bei einem derart brisanten Fall ein hochrangiger Kommissar den Einsatz leite, der wegen diverser Disziplinarverfahren Beförderungsstopp habe, könne er gleich seinen Hut nehmen. Zwischen Erichsen und Novoselic, die inzwischen in der Einsatzzentrale eingetroffen ist, werden bedeutungsvolle Blicke getauscht. Kurz darauf macht sich Erichsen mit den Geldkoffern auf den Weg in die Bank, während Mimi Hu und zwei weitere Geiseln freigelassen werden. Schlosser und sein neuer Partner bemerken jedoch, dass das Einsatzkommando das Gebäude zur selben Zeit über den Hintereingang stürmen will und verlangen von Filialleiter Maier die Tür durch die Extrasicherung zu verriegeln. Maier ist so konfus, dass er fliehen will und auf Rufe nicht reagiert. Schlossers Komplize erschießt ihn daraufhin. Apotheker Richter teilt Mimi Hu mit, dass der zweite Mann Alphons Tøfting sei, Allergiker, dem schnell die Nerven durchgehen würden. Tøfting sei 27, arbeitsloser Gerüstbauer, verurteilt wegen Totschlags, schwerer Körperverletzung und sexueller Nötigung, summa summarum sieben Jahre Haft, davon drei Jahre Jugendstrafe, rücksichtslos, unberechenbar, auf Bewährung entlassen.
Der nunmehr statt eines Autos geforderte Bus setzt sich mitsamt den verbliebenen Geiseln und Floyd Kim am Steuer in Bewegung. Schlosser informiert Bloom, dass sich eine Tasche mit Sprengstoff im Bus befinde. Als die Polizei mittels einer Straßensperre versucht, den Bus aufzuhalten, erwischt ein Schuss Tøftings Blechmann. Im Bus verlangt Erichsen von Schlosser, den Sprengstoffzünder abzuschalten, als er das nicht tut, erschießt er ihn. Im letzten Moment kann Erichsen die Zeituhr stoppen. Tøfting ist inzwischen mit dem Geld auf der Flucht. Da er auf das Spray wegen seiner Allergie angewiesen ist, kommt er zur Apotheke, wo Bloom und Hu schon auf ihn warten. Nach einem kurzen Intermezzo wird er festgenommen.
Erichsen telefoniert mit Irene Novoselic, die wissen will, ob er noch vorbeikomme, worauf er erwidert: „Worauf Du Dich verlassen kannst.“ Novoselic residiert in einem komfortablen Anwesen mit Pool.

## Produktion

### Produktionsnotizen, Hintergrund
Es handelt sich um eine Produktion der Network Movie Film- und Fernsehproduktions GmbH, Köln, Produzent Reinhold Elschot, im Auftrag des ZDF. Die Herstellungsleitung lag bei Stephan Adolph. Die Titelmusik stammt von Malte Beckenbach.
Regisseur Becker erläuterte, der Zuschauer könne „erwarten, dass er nicht sich ständig reproduzierende Rollen-Modelle, sondern Folge für Folge eine Entwicklung innerhalb der recht ambivalenten Figuren“ erlebe. Besonders gespannt könne man auf die „Entwicklung des Bad Guy innerhalb des Teams sein“, den von Armin Rohde verkörperten Hauptkommissar, „ein intoleranter, grobklotziger Instinktbulle“, der, so scheine es, „einige Leichen im Keller“ habe.
Armin Rohde erzählte, dass Lars Becker ihn gefragt habe, ob er bei der Reihe mitmachen wolle, woraufhin er sofort zugesagt habe, weil er Becker blind vertrauen könne. Wenn Becker wieder einmal anrufe, würde er wieder alles stehen und liegen lassen. Das komme aber so schnell nicht vor, da der Regisseur kein Fließbandarbeiter sei. Kein Banküberfall mit Geiselnahme sei im deutschen Fernsehen bisher so witzig und zugleich spannend erzählt wie der in Nachtschicht.

### Veröffentlichung
Nachtschicht – Amok! wurde am 24. März 2003 im Programm des ZDF erstmals ausgestrahlt. 2005 lief er beim Filmfest Hamburg.
Der Film erschien am 1. Februar 2007 auf DVD, herausgegeben von Constantin Film. Am 30. Januar 2015 wurde er gemeinsam mit der Folge Vatertag auf DVD veröffentlicht. Die DVDs sind zudem als Gesamtpaket mit den Filmen 1 bis 14 im Handel.

## Rezeption

### Einschaltquoten
Der Film wurde bei seiner Erstausstrahlung im ZDF von 5,75 Mio. Zuschauern eingeschaltet, was einem Marktanteil von 17,4 Prozent entsprach. Bei seiner ersten Wiederholung im Jahr 2005 schauten 1,17 Mio. Menschen zu. Der Marktanteil betrug 12,7 Prozent. Die zweite Wiederholung des Films im Jahr 2007 konnte 4,54 Mio. Zuschauer an sich binden bei einem Marktanteil von 16,6 Prozent.

### Kritik
Das Lexikon des internationalen Films führte aus: „(Fernseh-)Kriminalfilm, der durch eine Eskalation der Gewalt und eine immer verwirrendere Entwicklung an der Spannungsschraube zu drehen versucht.“
Cinema lobte in seiner Redaktionskritik: „Regisseur Becker pfeift auf Realismus und entschädigt mit tollem Look, dicken Sprüche und vielen Stars.“ Fazit: „Echter Hingucker: karg, düster, grotesk“
Rainer Tittelbach gab dem Film auf seiner Seite tittelbach.tv 5,5 von 6 möglichen Sternen und befand: „‚Nachtschicht‘ setzt mit Armin Rohde, Katharina Böhm, Ken Duken und Minh-Khai Phan-Thi auf das hochkarätigste Polizeirevier TV-Deutschlands. ‚Amok‘ besticht auch durch die Eleganz, mit der der Alltag der Helden und gekonnte Genre-Stilistik zu etwas verschmelzen, was man hierzulande lange Zeit nicht kannte: Becker gelingt es, den Gegensatz zwischen der Künstlichkeit des Mediums & der Realismuswahrnehmung des Fernsehens aufzuheben.“ Uwe Ochsenknecht spiele den leicht durchgeknallten Amokläufer „großartig“, meinte Tittelbach. Das „dichte Figurengeflecht“ ermögliche „eine flexible Wahrnehmung“.
Kino.de lobte: „Spannender, hochkarätig besetzter Genre-Krimi um eine nervenaufreibende Geiselnahme.“ Regisseur Lars Becker, der „den ersten Film der ‚Nachtschicht‘-Reihe für das  ZDF realisiert“ habe, sei „ein Glücksgriff“, denn er habe „dem Genre seinen persönlichen Stempel aufgedrückt: Schräge Dialoge und absurde Situationskomik, getragen von exzellenten Darstellern: Uwe Ochsenknecht als tobsüchtiger Geiselnehmer“ habe „ebenso Pulp-Fiction-Qualität wie sein Gegenspieler Armin Rohde, dessen schmieriger Hauptkommissar Erichsen nicht unbedingt auf der richtigen Seite des Gesetzes“ stehe, „was zu Spannungen mit den Kollegen“ führe. Katharina Böhm verleihe ihrer Rolle, der kühlen Psychologin Paula, „die nötige Reife“.
Die Fernsehzeitschrift Prisma bescheinigte dem Film eine „straffe Story, durchweg gute Darsteller, peppige Dialoge und die nötige Portion Spannung“. Lars Becker, der schon in seinen Filmen ‚Jenny Berlin – Einsatz in Hamburg‘ und ‚Rette deine Haut‘ „gekonnt den wenig beneidenswerten Alltag einer Truppe von Polizisten“ thematisiert habe, gelinge das auch mit diesem Film, dem Pilotfilm einer nachfolgenden Reihe.